# Alex Blum
Alexander Anthony Blum (nacido Blum Sándor Aladár, Hungría, 7 de febrero de 1889-Nueva York, 14 de diciembre de 1969), conocido también como Alex Blum y Alex Boon, fue un artista de historietas húngaro-estadounidense que se desempeñó, principalmente, en revistas pulp.
Colaboró activamente en Classics Illustrated, mientras que trabajó en el floreciente campo de las historietas, siendo contratado  para una variedad de estudios y empaquetadores, incluyendo Eisner & Iger.